# Ирина Палеолог Раулина
Ирина Раул Палеолог (грч. Ειρήνη Ραούλαινα Παλαιολογίνα, рођена око 1265/1270. године), била је византијска племкиња с краја 13. века, снаја цара Андроника II Палеолога.
Верује се да је Ирина ћерка протовестијара Јована Раула Петралифа и Теодоре Кантакузин. Рођена је између 1265. и 1270. године. Око 1287. удала се за Константина Палеолога Порфирогенита, сина цара Михаила VIII Палеолога и брата цара Андроника II Палеолога. Иринин муж је био рођак њене мајке Теодоре, која је била сестричина цара Михаила VIII Палеолога, ћерка од његове сестре Ирине Палеолог. Ово блиско сродство између Ирине Раул и њеног мужа, у мери у којој би створило канонску препреку њиховом браку, поставља питање да ли Ирина у ствари није ћерка другог члана породице Раул, највероватније још једног од синова Алексија Раула. (отац Јована Раула Петралифа). После венчања, Константин Палеолог и Ирина су највероватније живели у својој кући ван палате – њихов дом је био међу најлуксузнијим у престоници Иринин муж је био познат по свом богатству и утицају на двору. И сама се помиње као ктитор разних цркава и манастира. Она је родила сина – Јована, који је 1305. године, добио титулу паниперсеваста, а нешто касније је ожењен Ирином, ћерком Теодора Метохита.
За Иринино име се везује и необичан догађај за време празника Светих Петра и Павла 29. јуна 1292. године. Тог дана цар Андроник II је примио аудијенцију са племићима у двору, а царица - са племићким дамама. Када је Ирина стигла у публику, њено место је већ заузела удовица Константина Стратигопула, која је била нећака цара Јована III Дуке Ватаца. Као царичина Етерија, Ирина је заузимала више место у хијерархији палате међу женама — у ствари, жена Константина Порфирогенита је била друга по рангу после саме царице — и очекивала је да ће се старија Стратигопулина повући и заузети своје место, одајући јој почасти на њен виши статус. Међутим, Стратигопулина је то одбила, правдајући се годинама и болестима. Због испољеног непоштовања између две жене избио је скандал, који није остао скривен од мушког дела двора. Осећајући потребу да се освети за указано непоштовање према његовој жени, Константин Порфирогенит је наредио својим људима да ухвате једног Константина Маврозома, наводног Стратигопулиног љубавника, да га пребију и голог вуку кроз трг. Када је цар обавештен о томе шта се дешава, цар Андроник II одмах је зауставио срамну поворку и нареди да се бедни Маврозом одмах пусти на слободу.